# Ciril
Ciril je moško osebno ime.

## Izvor imena
Ime Ciril izhaja iz grškega imena Kyrillos in ga razlagajo iz grških besed kyriakós, kyrios v pomenu »pripadajoč Bogu«.

## Izpeljanke imena
- moške oblike imena: Kiril, Kirilo, Kiro
- ženska oblika imena: Cirila

## Tujejezikovne oblike imena
- pri Bolgarih (in Makedoncih) Kiro
- pri Čehih: Cyril
- pri Francozih: Cyrille
- pri Grkih: Kyrillos
- pri Hrvatih: Ćiril
- pri Poljakih: Cyryl
- pri Rusih: Kirill
- pri Srbih: Ćirilo

## Pogostost imena
Po podatkih Statističnega urada Republike Slovenije je bilo na dan 31. decembra 2007 v Sloveniji število moških oseb z imenom Ciril:2.255. Med vsemi moškimi imeni pa je ime Ciril po pogostosti uporabe uvrščeno na 103. mesto.

## Osebni praznik
V našem koledarju z izborom svetniških imen, udomačenih med Slovenci in njihovimi godovnimi dnevi po novem bogoslužnem koledarju je ime Ciril zapisano 4 krat. Pregled godovnih dni v katerih poleg Cirila godujejo še osebe katerih imena nastopajo kot različice navedenega imena.
- 14. februar, sv. Ciril, slovanski apostol († 14. feb. 869)
- 18. marec, Ciril jeruzalemski, škof in cerkveni učitelj († 18. mar. 386)
- 29. marec, Sveti Ciril diakon († 29. mar. v 4. stol.)
- 27. junij, Sveti Ciril Aleksandrijski škof in cerkveni učitelj († 27. jun. 444)

## Zanimivost
Ciril je bilo samostanko ime Grka Konstantina iz Soluna, ki je skupaj z bratom Metodom postavil temelje slovanskega bogoslužja na Moravskem in v Panoniji. Brata misionarja sta uvedla slovansko pisavo glagolico in prevajala v starocerkvenislovanski jezik verske knjige in Sveto pismo. Ciril in Metod sta svetnika in veljata za slovanska apostola.